# Mark Nawaqanitawase
Mark Nawaqanitawase (11 de setembro de 2000) é um jogador de rugby australiano, que joga na posição de back.

## Carreira
Nawaqanitawase é de ascendência mista fijiana e italiana e nasceu e foi criado em Burwood, Nova Gales do Sul. Nawaqanitawase jogou rúgbi pelo Concord-Burwood Wolves e pelo Leichhardt Wanderers na juventude, até mudar para o rúgbi aos 14 anos.
Nawaqanitawase jogou rugby escolar no St Patrick's College, Strathfield. Quando adulto, ele começou sua carreira de primeira classe com o Eastwood RFC na competição Shute Shield. Em 2022, ele foi convocado 5 vezes e marcou um try. Com suas semelhanças em altura, posição, tipo de corpo e estilo de jogo, Nawaqanitawase foi comparado ao ex-lateral do Waratahs e representante duplo da Austrália e Tonga, Israel Folau.
Ele foi convocado para a seleção nacional de sevens para os Jogos Olímpicos de Verão de 2024.